# 休息する狩人ディアナ
『休息する狩人ディアナ』（きゅうそくするかりうどディアナ、仏: Le Repos de Diane chasseresse、英: Diana the Huntress Resting）は、17世紀フランドル・バロック絵画の画家ヤーコプ・ヨルダーンスがキャンバス上に油彩で描いた絵画で、1640-1650年ごろに制作された。1982年にロンドンのサザビーズの競売でルーヴル美術館友の会 (Société des Amis du Louvre) により購入されて以来、パリのルーヴル美術館に所蔵されている。なお、同じくパリのプティ・パレ美術館には本作より小さい別ヴァージョンが、サンクトペテルブルクのエルミタージュ美術館には複製が所蔵されている。

## 作品

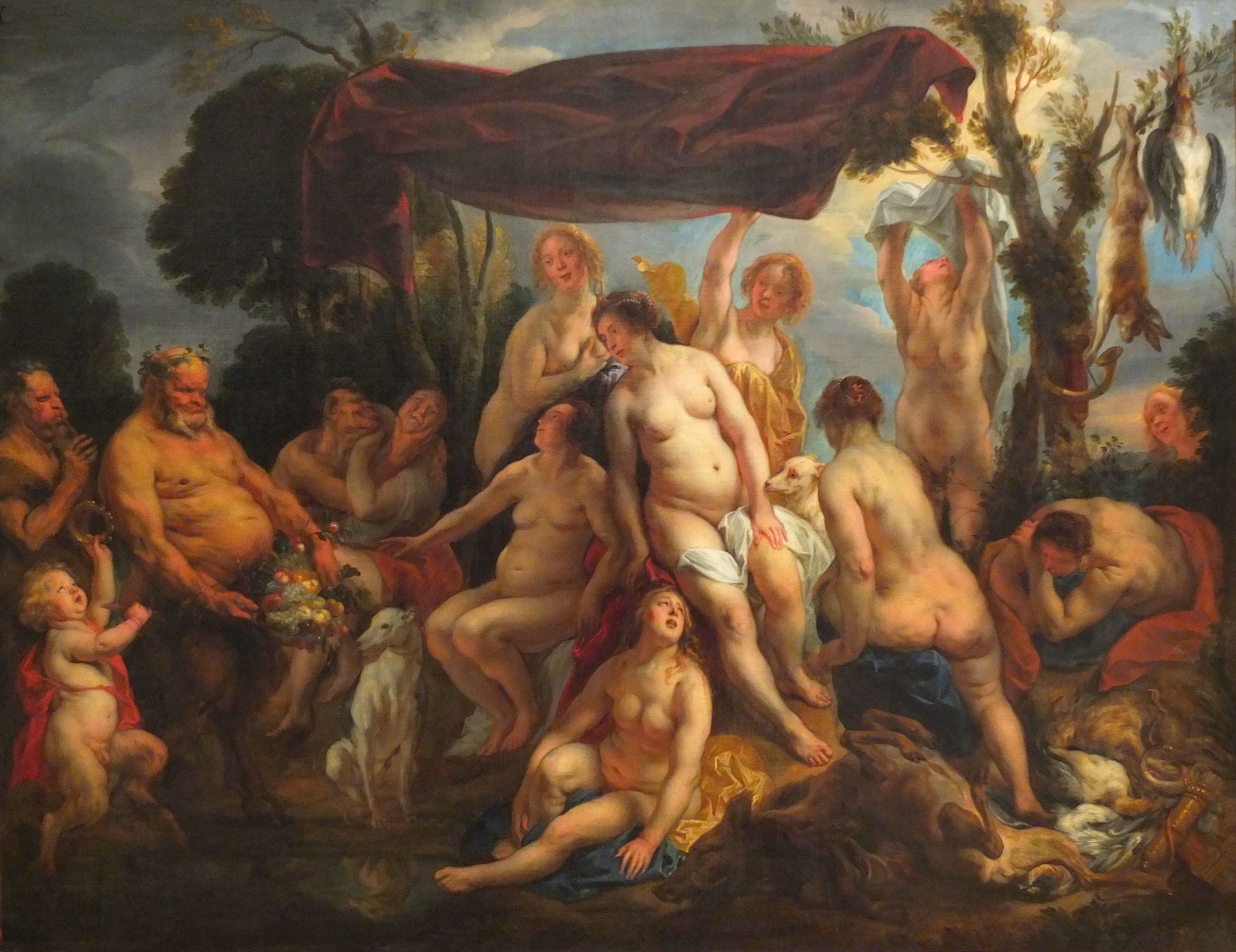
ヨルダーンス『休息する狩人ディアナ』 (1640-1650年ごろ)、プティ・パレ美術館、パリ

女神ディアナはオリュンポス12神の1人である。狩猟を司る処女神であると同時に、獲物になる野獣の守護者でもある。ディアナは非常に潔癖で、けっして男性を受け入れようとはしなかった。彼女の一番の楽しみは自分に仕えるニンフたちと山野を巡って狩りをすることであった。絵画で彼女は弓、矢、矢筒を持ち、しばしば猟犬を伴った姿で表されるが、仕留めた獲物とともに描かれることも多い。
本作の画面で、ディアナは従者に崇められ、取り囲まれている。狩りの成功を祝って、盛大な宴が準備されているところである。左側から太りすぎのサテュロスが近づき、その後ろにファウヌスの一行がフルートを奏でながら続いている。ディアナは彼らを歓迎の態度で迎えているが、彼女の背後のニンフたちは身構えた態度を示し、好色な面持ちで言い寄ってくる神話上の人物たちを退けている。
この絵画は人気のあるモティーフをきわめて巧妙に組み合わせたコラージュのようであり、果物籠や前景の獲物はフランス・スナイデルス、もしくはアドリアーン・ファン・ユトレヒトの手になるものではないかと指摘する研究者もいた。しかし、バランスの取れた色調や均一な照明からはヨルダーンス単独の制作であることがうかがわれ、今日では卓越した静物描写は彼自身によるものであることが認められている。ヨルダーンスは、優れた静物画家としての才能も実証しているのである。